# Martha Carrier
Martha Allen Carrier (19 de agosto de 1650, Andover, Massachusetts-19 de agosto de 1692, Salem (hoy Danvers), Massachusetts) fue una de las mujeres acusadas y ejecutadas por brujería durante los Juicios de Salem, en la Nueva Inglaterra colonial. Mencionada por el reverendo Cotton Mather en su obra como "bruja desenfrenada" y "reina del infierno"; algunos historiadores especularon con una conspiración contra las familias fundadoras de Andover o una reacción contra una amenaza a la herencia patriarcal, pero los documentos originales sugieren que la verdadera causa más probable para su arresto fue su carácter independiente y la acusación anterior de haber provocado una epidemia de viruela en el pueblo.

## Antecedentes
Como muchas de las acusadas, Martha era una mujer pobre y desagradable. La tercera de los cinco o seis hijos de uno de los fundadores del pueblo de Andover (Massachusetts), en mayo de 1674 tuvo que casarse muy por debajo de su estatus social, y embarazada de siete meses, con el padre de su hijo para que no naciera ilegítimo. Él era un simple sirviente galés llamado Thomas Carrier (1630-1739). Se fueron a vivir a varios kilómetros, a Billerica, y tuvieron ocho hijos, uno de los cuales murió muy niño.
Regresaron diez años más tarde con muy poco dinero y mucha impopularidad. En 1690 una epidemia de viruela asoló el pueblo. Y aunque siete de los trece fallecidos eran de su familia, incluyendo su padre, dos hermanos y dos hijos, se propagó el rumor de que Martha la había provocado.

## Juicio y ejecución
Como el testimonio de las acusadas indica, la comunidad de Salem estaba enterada de los chismes de Andover, incluyendo la reputación de bruja de Martha. Susan Sheldon, Mary Walcott, Elizabeth Hubbard y Ann Putnam gritaron ante el tribunal que podían ver a los trece fantasmas de Andover. Muchos vecinos la acusaron de maleficio, testificando que tras palabras duras de ella, ellos o su ganado se enfermaron o murió algún animal. Durante su examen, sin embargo, Martha se mantuvo firme y afirmó con audacia que los acusadores mentían.
Cuando se le preguntó si podía mirar a las chicas sin que se retorcieran de dolor, dijo que no lo haría porque "disimularán si las miro". Llegó a amonestar a los magistrados diciendo que "es una cosa vergonzosa que a ustedes les importe esta gente que está fuera de su genio".
Sus hijos mayores, Richard y Andrew, de 18 y 15 años, fueron colgados por los talones hasta que empezaron a sangrar por la nariz. Los menores, Sarah, de 7 años, y Thomas, de 10, fueron coaccionados hasta que confesaron brujería. Sarah dijo ante el tribunal que "era una bruja desde los 6 años cuando su madre le trajo un libro rojo y ella lo tocó". El ministro asistente Thomas Barnard, responsable de estas confesiones, las consiguió de todos menos de Martha.
Fue ahorcada el 19 de agosto de 1692, junto con el reverendo George Burroughs, George Jacobs, Sr., John Proctor y John Willard.